# Tanytarsus nikoskyi
Tanytarsus nikoskyi är en tvåvingeart som först beskrevs av Alexander S. Konstantinov 1952.  Tanytarsus nikoskyi ingår i släktet Tanytarsus och familjen fjädermyggor. Inga underarter finns listade i Catalogue of Life.